# PalaTulimieri
Il PalaTulimieri è un palazzo dello sport di Salerno.

## Storia
Già noto come Palatenda, è dedicato al giocatore del Roller Salerno Marco Tulimieri, prematuramente scomparso.